# Saint-Justin, Québec
Saint-Justin är en kommun i provinsen Québec i Kanada. Den ligger i regionen Mauricie, i den sydöstra delen av landet, 220 km öster om huvudstaden Ottawa. Antalet invånare var 961 vid folkräkningen 2021. Landarean är 79 kvadratkilometer.